# Edwin Cerio
Edwin Cerio (Capri, 28 giugno 1875 – Capri, 24 gennaio 1960) è stato un ingegnere, scrittore e naturalista italiano.

## Biografia

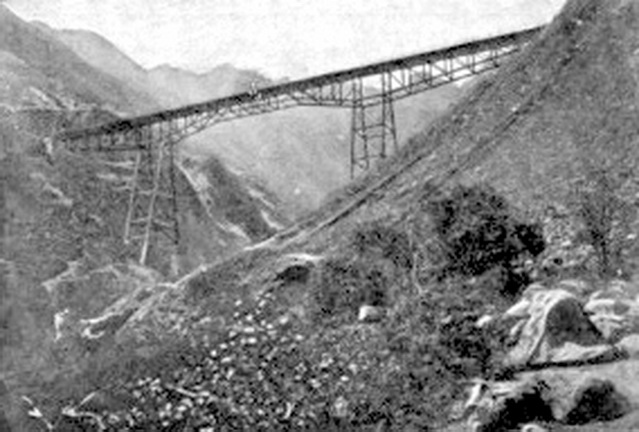
Tratto della ferrovia transandina

Figlio di Ignazio ed Elisabetta Grimmer, dalla nativa Capri si spostò prima a Napoli per frequentare l'Istituto Nautico, e poi a Genova dove si iscrisse all'università presso la facoltà di Ingegneria laureandosi in ingegneria navale e meccanica. A inizio secolo si trasferì a Kiel e nella città tedesca ebbe modo di mettere in pratica le nozioni apprese, progettando per la Krupp navi militari e sommergibili. Più tardi, dopo essere stato in Spagna e Inghilterra, lasciò l'Europa per il Sud America, dove soggiornò in Argentina, Brasile, Cile, Paraguay e Uruguay. Lì fu il progettista della linea ferroviaria transandina che metteva in comunicazione le due capitali Santiago e Buenos Aires, e nella capitale argentina nel 1907 si sposò con la giornalista e scrittrice Elena Hosmann, con la quale ebbe una figlia, Laetitia.
Nel 1913, Cerio fece ritorno in Italia. Restò sotto diversi aspetti nel mondo della marina: brevettò un lanciamissili per sommergibile che vendette al governo italiano e lavorò per l'Ansaldo, scrivendo anche per il periodico Rivista marittima. Due anni dopo divenne direttore della Compagnia italiana per i traffici con l'Oriente e della Società italiana brevetti. Trasferitosi a Torino nel 1918, fu progettista per la FIAT fondando anche un giornale senza molto successo.

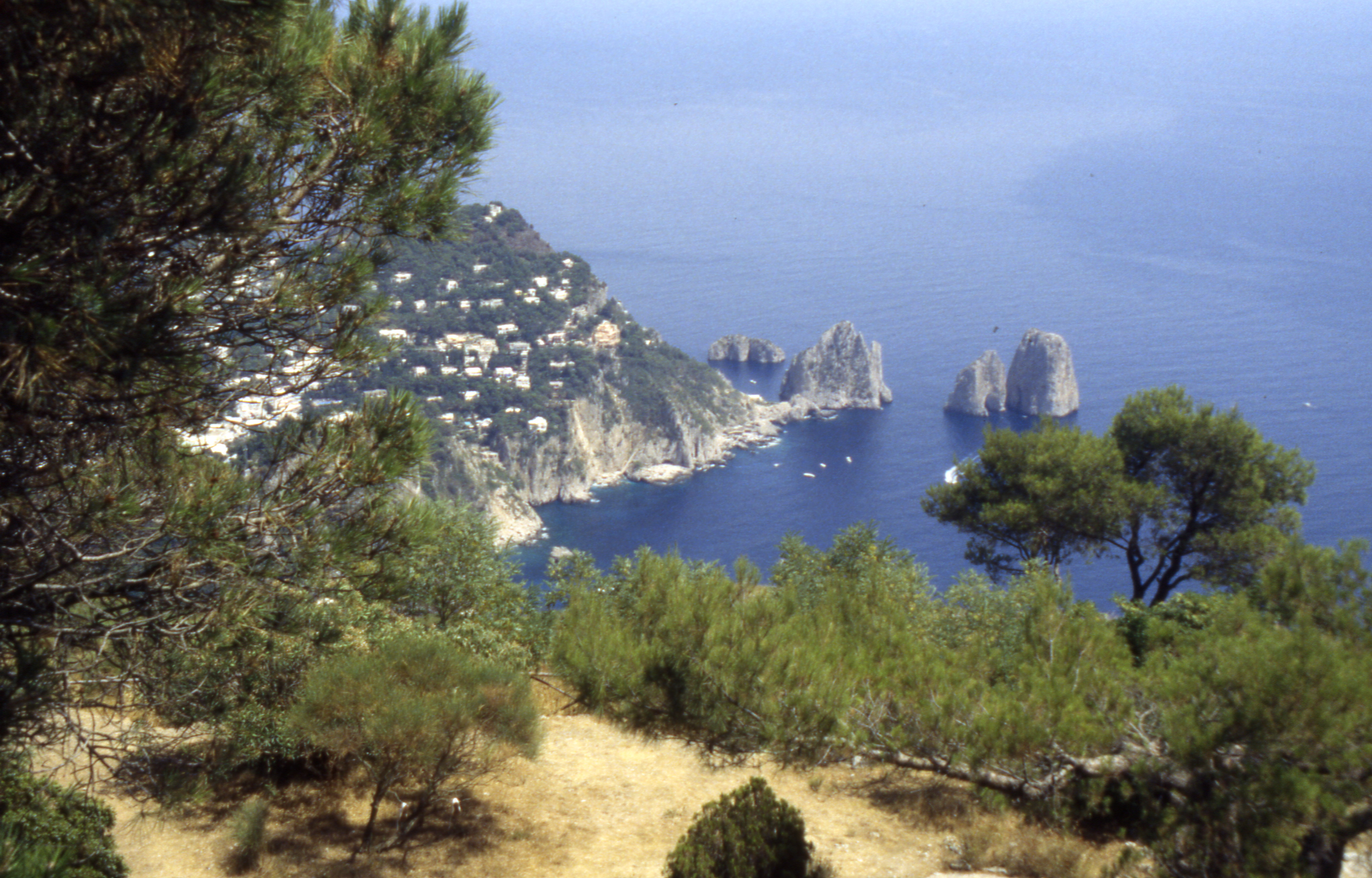
Scorcio di Capri

Dopo questo ventennio intraprendente e frenetico, decise di abbandonare la vita intensa ritirandosi nella quiete della natìa Capri. Ne scoprì le bellezze naturali dell'isola e volle incaricarsi di valorizzarle, operazione che fu favorita dalla sua elezione a sindaco nel periodo 1920-23. La posizione istituzionale gli permise con maggior efficacia di ergersi a difensore dell'ambiente attraverso una guerra alla speculazione edilizia e alla cementificazione selvaggia con l'introduzione di un severo piano regolatore che disciplinasse l'edilizia nell'isola. Volle anche preservare il carattere tipico dell'architettura caprese, e contribuì progettando una trentina di ville delle quali rimangono “La casa solitaria”, “La casa romita” e “Il rosaio”, la sua dimora caprese che a inizio secolo aveva accolto una schiera di artisti europei, fra i quali Graham Greene, Compton Mackenzie, Ada Negri e Claude Debussy, che proprio al “Rosaio” scrisse Les Collines d'Anacapri.
Gli scritti relativi agli aspetti tecnici dell'attività di ingegnere navale lasciarono il posto a studi scientifici: Flora photoraphica caprese, Note sulla flora caprese, Forme macrosomatiche della flora caprese e Flora Capraearum nova. Parallelamente ai trattati di carattere botanico e a saggi di indagine storica sull'isola, Cerio si dedicò alla produzione di opere caratterizzate da una vena mordace: nel 1927 Aria di Capri, l'anno successivo Cose di Capri, poi Manicomio tascabile (1934), Flora privata di Capri (1935), Guida inutile di Capri (1946). Compose anche dei romanzi che la critica non giudicò in termini benevoli. Fra di essi, L'approdo, di carattere autobiografico, delinea la crisi dei valori su cui poggia la civiltà occidentale.
Durante gli anni della sua permanenza a Capri, Edwin Cerio si occupò fattivamente anche del Cimitero Acattolico, nato a fine Ottocento attraverso la cessione a prezzo simbolico di un terreno di proprietà da parte di Ignazio Cerio; a lui nel 1936 subentrò il figlio Edwin, che cedette a titolo gratuito altri 600 m² destinati all'allargamento del camposanto. Quanto alla sua vita privata, il rapporto con la moglie Elena Hosmann si logorò ben presto, e la donna decise di trasferirsi in Svizzera, anche per curare la propria malattia. Cerio si risposò nel 1954; la seconda moglie, Clara Wiedermann, gli diede un'altra figlia, Sylvia, e gli rimase a fianco fino alla sua morte che sopravvenne a Capri nel gennaio del 1960.

## Opere
- Privilegi di Capri e Anacapri, Capri, 1902
- L'avvaloramento archeologico di Capri, Capri, 1921
- La vita e la figura di un uomo: Ignazio Cerio, Roma, 1921
- La presa di Capri in un frammento raro di ms., Capri, 1922
- Il paesaggio di Capri e la sua tutela legislativa, Napoli, 1922
- La casa di Capri ed il regolamento edilizio, Napoli, 1922
- Il giardino e la pergola nel paesaggio di Capri, Capri, 1922
- La casa nel paesaggio di Capri, Capri, 1922
- Capri alla Commissione di cooperazione intellettuale, Capri, 1922
- Vannicola ultimo bohémien d'Italia, Napoli, 1923
- Visione rapida di Capri, Capri, 1923
- Aspetti pittoreschi di Capri, Capri, 1923
- Coleotteri di Capri, Capri, 1923
- Aria di Capri, Napoli, 1927; seconda edizione 1936 ( trad. inglese That Capri Air, London, 1927)
- Cose di Capri , Capri, 1928
- Introduction à Capri, Capri, 1929
- L'approdo, Napoli, 1930
- Conserve e affini, Napoli, 1932
- Il matrimonio di Melanie, Capri, 1933
- Manicomio tascabile, Milano, 1934
- Indice dei nomi, luoghi, cose di Capri nel Seicento, Capri, 1934
- Capri nel Seicento, Capri, 1934
- Per la pesca meccanica d'alto mare in Italia, Atti del V congresso internazionale di pesca, pp. 2-18, Roma, 1935
- Il caso della signorina Springfield, Napoli, 1936
- Zucchero e amore, Napoli, 1937
- Il miracolo del baccalà, Napoli, 1938
- Flora privata di Capri, Napoli, 1939
- Flora photographica caprese, non pubblicato
- Note sulla flora caprese, 1939
- Forme macrosomatiche nellaflora caprese, 1939
- Un viaggiatore del ‘600 a Capri, in Circoli, IX, 1939
- Guida inutile di Capri, Roma, 1946
- L'ora di Capri, Napoli, 1950
- Capri, ein kleines Welttheater im Mittelmeer, München, 1954
- The masque of Capri, London, 1957[1]